# デフォルメ

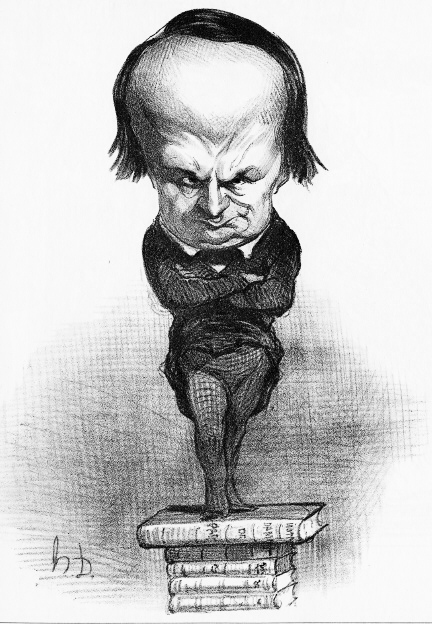
ユーゴーを描いた戯画。広い額を、本来の人体ではあり得ないほど大きく誇張して描いている。

デフォルメ（仏: déformer、動詞）、デフォルマシオン（仏: déformation、名詞）とは、絵画や彫刻などで、対象を変形・歪曲して表現すること。
現代日本では、対象（主に人物）の特徴を誇張、強調して簡略化・省略化した表現方法との意味で用いることもあるが、これは日本独特の用法であり、本来のフランス語には誇張や簡略化の意味合いはなく、力学、地質学、数学などにおける「変形（する）」という意味で使われている。
原始美術、近代美術、戯画、風刺画、イラストレーション、漫画、アニメと世界各地のあらゆる時代のさまざまな絵画表現に見られる表現手法である。ただし、表現造作技術が稚拙あるいは未発達であるがゆえにバランスが現実的ではなくなってしまったものなどは、デフォルメとはいわない。デフォルメとは、あくまで作り手の主観の反映として意図して変形させた造形表現である。よって、単に現実的ではない造形を指してデフォルメと呼ぶのは妥当ではない。

## 歴史
古くはエジプト絵画などにも見られる、横を向いている顔に正面を向いた目の形と正面を向いた身体を特徴とする人物造形などにもそのはじめは見られる。人体の構造からするとありえない顔と体勢なのであるが、人物を描く際はこう描くと意図して決定されていた様式である。
日本の土偶などは、それがあくまでも人間を形作ることを意図して作ったものか、はたまた神や精霊など人外にあたるものを意図して作ったものかが定かでないため、人体をデフォルメして作ったものだとして語ることは適切ではない。デフォルメとは、対象となる原型を意図をもって変形して表現する手法なのであって、神や精霊はあのような非人間的な形をしているのだとして作られたのだとしたら、それはデフォルメではない。神や精霊をあくまで「見た」がままに写実的に表したことになるからである。埴輪についても同様である。馬に乗った小さな人がたの造形などを、人間にしては馬よりも小さすぎるから人間をデフォルメしたに違いないなどと考えるのは誤りで、そもそも、馬に乗っているそれが人間であるとは限らない。神や精霊を馬が載せているとするならば、それは人間をデフォルメしたものではなく、神や精霊を人間が「見た」とおりに写実的に表したことに他ならない。
原始美術以降、自然を模倣し忠実に再現する時代を経て、中世から近代にかけては東洋でも西洋でも戯画や風刺画としてデフォルメされた絵画が数多く描かれる。近代美術においては主観や感情を表現することを求め、強調して描きたいという感情や画面の構成上の必要性を優先し、対象を変形し歪めて表現することが個性的表現とされるようになる。

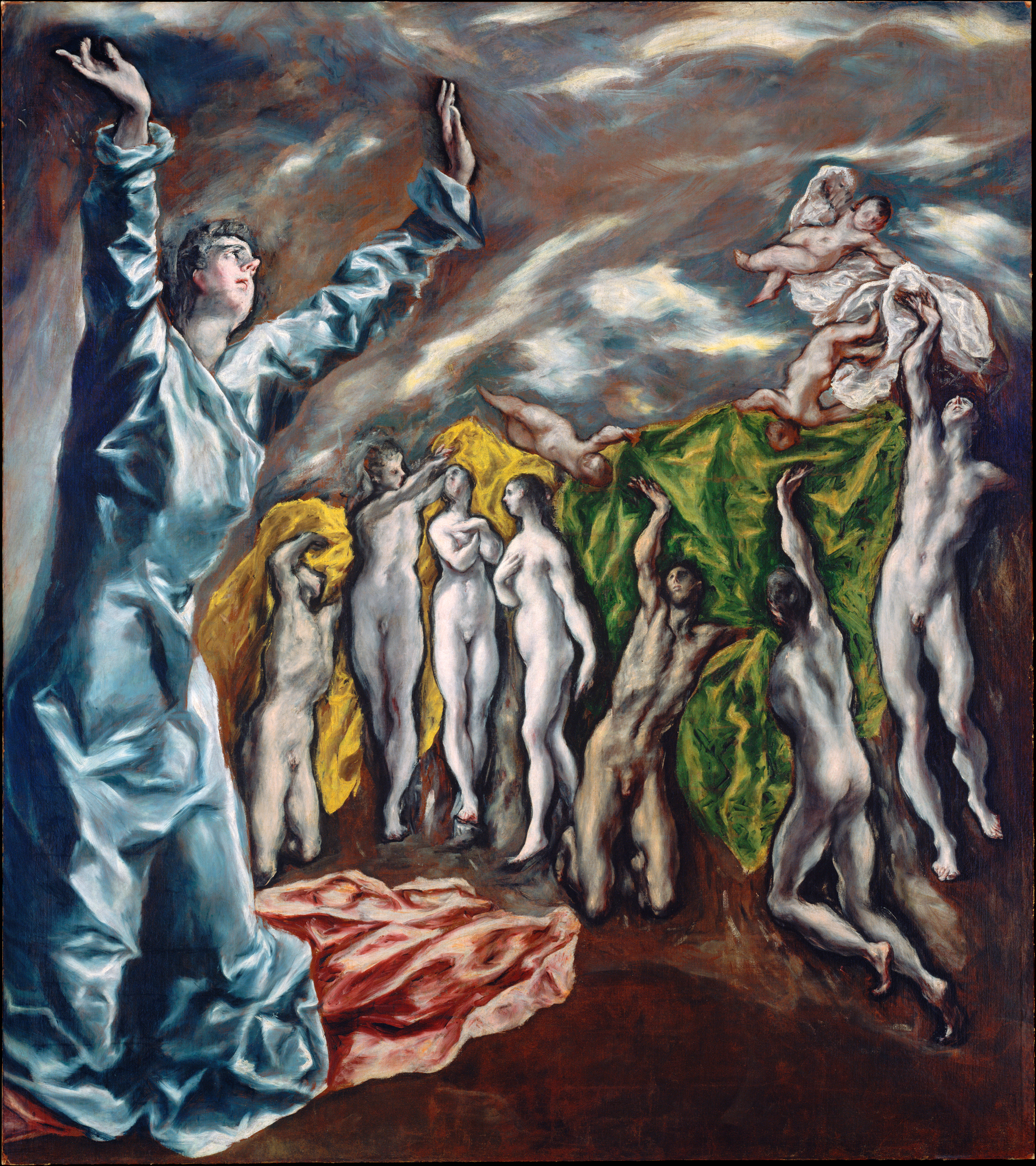
エル・グレコ『第五の封印』。16世紀のマニエリスムに見られた、本来の人体ではあり得ないほど長すぎる身体と小さすぎる頭による10頭身以上に引き伸ばされた人体表現。

瓶や果物などの静物画を数多く残したポール・セザンヌなどは、自然の中に「造形」を見つけ出そうとし、「自然を円筒形と球体と円錐体で捉えなさい」という言葉を残した。静物画というと見えたものをそのまま写実的に描いた絵でありデフォルメとは対極に位置するものであると思われがちであるが、この言葉によるならば、静物画は主観による変形と単純化を指向した表現の一種であるともいえ、この単純化の指向は形態の抽象化への方向付けをも生み出し、後にパブロ・ピカソらのキュビズムを生むことにもなった。16世紀にはマニエリスムと呼ばれる均斉美を壊す絵画様式が流行し、エル・グレコなどは人体の比率を無視して異様に引き伸ばされた人物造形を描いている。

## 現代の日本における用例
日本の漫画・イラスト・アニメなどを語る際、キャラクターデザインや動作表現について、「小さく簡略化した造形」の意味で用いられている。
- ちびキャラ - 「スーパー・デフォルメ」(英語 Super deformed)と呼ばれる手法で描かれる頭身の低い（二頭身ほどの）キャラクター。例として「SDガンダム」がある。